# Neuzina
Neuzina (izvirno srbsko Неузина; madžarsko Nezsény; nemško Neusin) je naselje v Srbiji, ki upravno spada pod Občino Sečanj; slednja pa je del Srednjebanatskega upravnega okraja.

## Demografija
V naselju živi 1056 polnoletnih prebivalcev, pri čemer je njihova povprečna starost 40,2 let (39,5 pri moških in 41,0 pri ženskah). Naselje ima 498 gospodinjstev, pri čemer je povprečno število članov na gospodinjstvo 2,75.
Prebivalstvo je večinoma nehomogeno, a v času zadnjih treh popisov je opazno zmanjšanje števila prebivalcev.
|  |

| Demografija | Demografija     | Demografija     |
| Leto        | Št. prebivalcev | Št. prebivalcev |
| ----------- | --------------- | --------------- |
|             |                 |                 |
|             |                 |                 |
|             |                 |                 |
|             |                 |                 |
| 1948        | 2582            |                 |
| 1953        | 2593            |                 |
| 1961        | 2401            |                 |
| 1971        | 1955            |                 |
| 1981        | 1657            |                 |
| 1991        | 1502            | 1485            |
| 2002        | 1390            | 1371            |
|             |                 |                 |

| Etnična sestava po popisu iz leta 2002 | Etnična sestava po popisu iz leta 2002 | Etnična sestava po popisu iz leta 2002 | Etnična sestava po popisu iz leta 2002 | Etnična sestava po popisu iz leta 2002 |
| -------------------------------------- | -------------------------------------- | -------------------------------------- | -------------------------------------- | -------------------------------------- |
| Srbi                                   | Srbi                                   |                                        | 680                                    | 49,59%                                 |
| Madžari                                | Madžari                                |                                        | 488                                    | 35,59%                                 |
| Romi                                   | Romi                                   |                                        | 95                                     | 6,92%                                  |
| Hrvati                                 | Hrvati                                 |                                        | 13                                     | 0,94%                                  |
| Makedonci                              | Makedonci                              |                                        | 12                                     | 0,87%                                  |
| Jugoslovani                            | Jugoslovani                            |                                        | 7                                      | 0,51%                                  |
| Slovaki                                | Slovaki                                |                                        | 5                                      | 0,36%                                  |
| Romuni                                 | Romuni                                 |                                        | 2                                      | 0,14%                                  |
| Albanci                                | Albanci                                |                                        | 2                                      | 0,14%                                  |
| Bolgari                                | Bolgari                                |                                        | 1                                      | 0,07%                                  |
| Neznano                                | Neznano                                |                                        | 16                                     | 1,16%                                  |